# Desi Arnaz

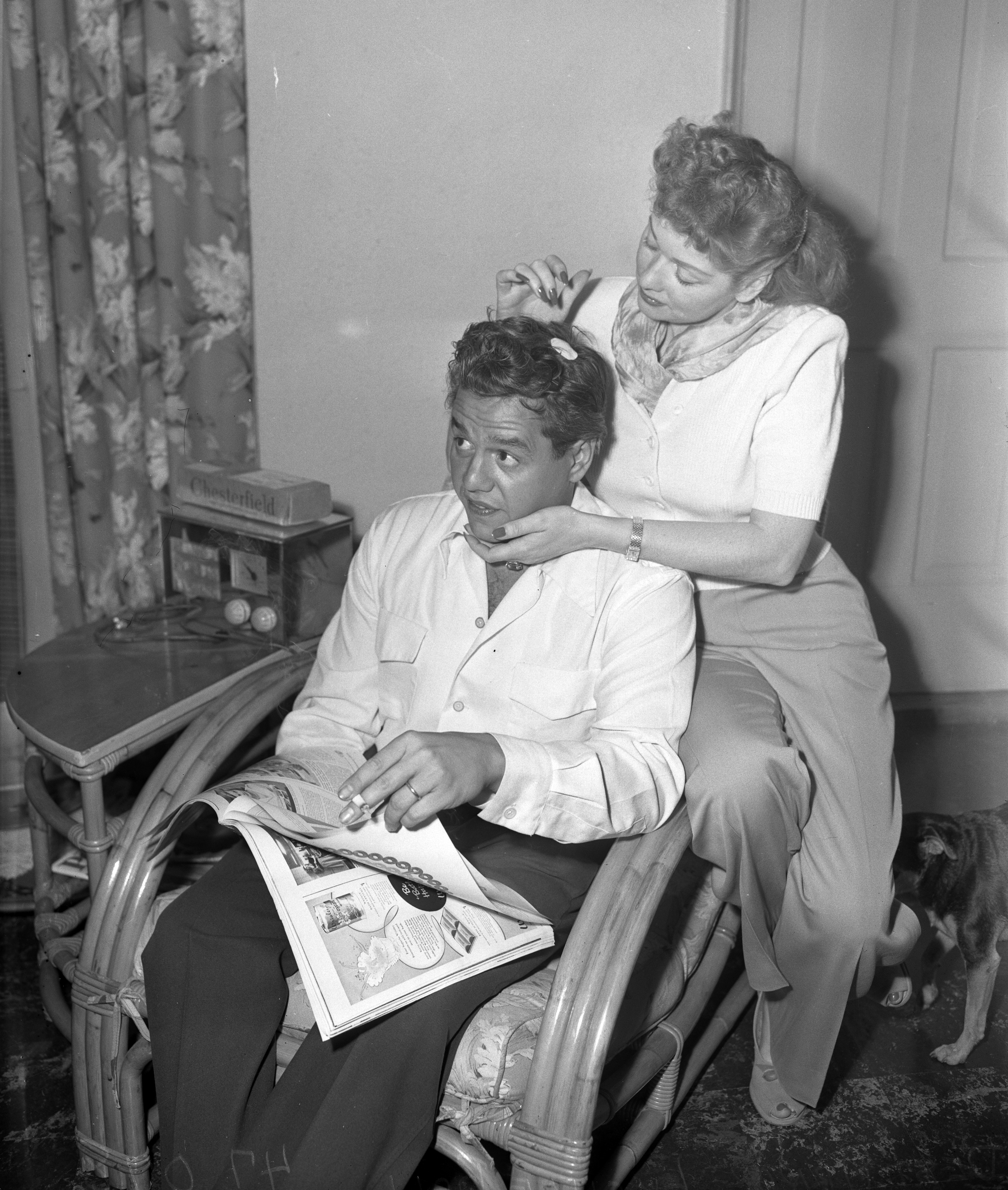
Desi Arnaz mit Lucille Ball (1949)

Desi Arnaz (* 2. März 1917 in Santiago de Cuba; † 2. Dezember 1986 in Del Mar, Kalifornien; eigentlich Desiderio Alberto Arnaz y de Acha, III) war ein kubanischer Musiker, Dirigent, Schauspieler, Komiker und Fernsehproduzent, der vor allem in den USA große Erfolge feierte.

## Leben
Arnaz wurde in Santiago de Cuba, der zweitgrößten Stadt Kubas, als Sohn einer wohlhabenden Familie geboren. Seine Vorfahren gehörten zu den Begünstigten der spanischen Landzuteilung im 18. Jahrhundert und sein Vater war der jüngste Bürgermeister Santiagos.
Nach der Revolution im Jahr 1933 flüchtete Desi Arnaz mit seinen Eltern nach Miami, Florida.
1936 begann Arnaz seine Musik-Karriere als Gitarrist und Perkussionist in einem Orchester für lateinamerikanische Musik. Kurz darauf nahm er eine Lohneinbuße in Kauf, um in New York City für Xavier Cugat arbeiten zu können, der zu seinem Mentor wurde. 6 Monate später kehrte Arnaz nach Miami zurück und gründete seine eigene Combo, mit der er maßgeblich zur Verbreitung der kubanischen Conga und deren schnell zunehmender Beliebtheit in den USA beitrug. Arnaz gründete sein eigenes Orchester und ging erneut nach New York City. Einen seiner größten Erfolge hatte er 1946 mit Babalu von Margarita Lecuona.
1939 trat er im erfolgreichen Musical Too Many Girls am Broadway auf. Anschließend zog es ihn nach Hollywood, wo er 1940 in der Filmumsetzung des Musicals zu sehen war. Bei den Dreharbeiten lernte er Lucille Ball kennen. Noch im selben Jahr heirateten sie. 1944 wurde ein Scheidungsverfahren eingeleitet, vom Ehepaar aber abgebrochen, bevor es rechtskräftig wurde.
In den 1940er-Jahren trat Arnaz in einer Reihe von Spielfilmen auf. Der bekannteste wurde Bataan (1943). Kurz bevor er zum Militär eingezogen wurde, verletzte er sich am Knie. Er machte daraufhin zwar die Grundausbildung, wurde aber anschließend von vielen Aufgaben entbunden und leitete schließlich Unterhaltungsprogramme in einem Militär-Krankenhaus. Nach seiner Dienstzeit gründete er ein neues Orchester, das mit Live-Auftritten und Plattenaufnahmen sehr erfolgreich wurde; Bandsängerin war 1946 Jane Harvey. Parallel dazu wurde er vom Fernsehen engagiert und produzierte die Serie I Love Lucy, in der er eine fiktive Version seiner selbst mit dem Namen Ricky Ricardo spielte. Die Frau von Ricky Ricardo wurde von Arnaz’ Ehefrau Lucille Ball gespielt.

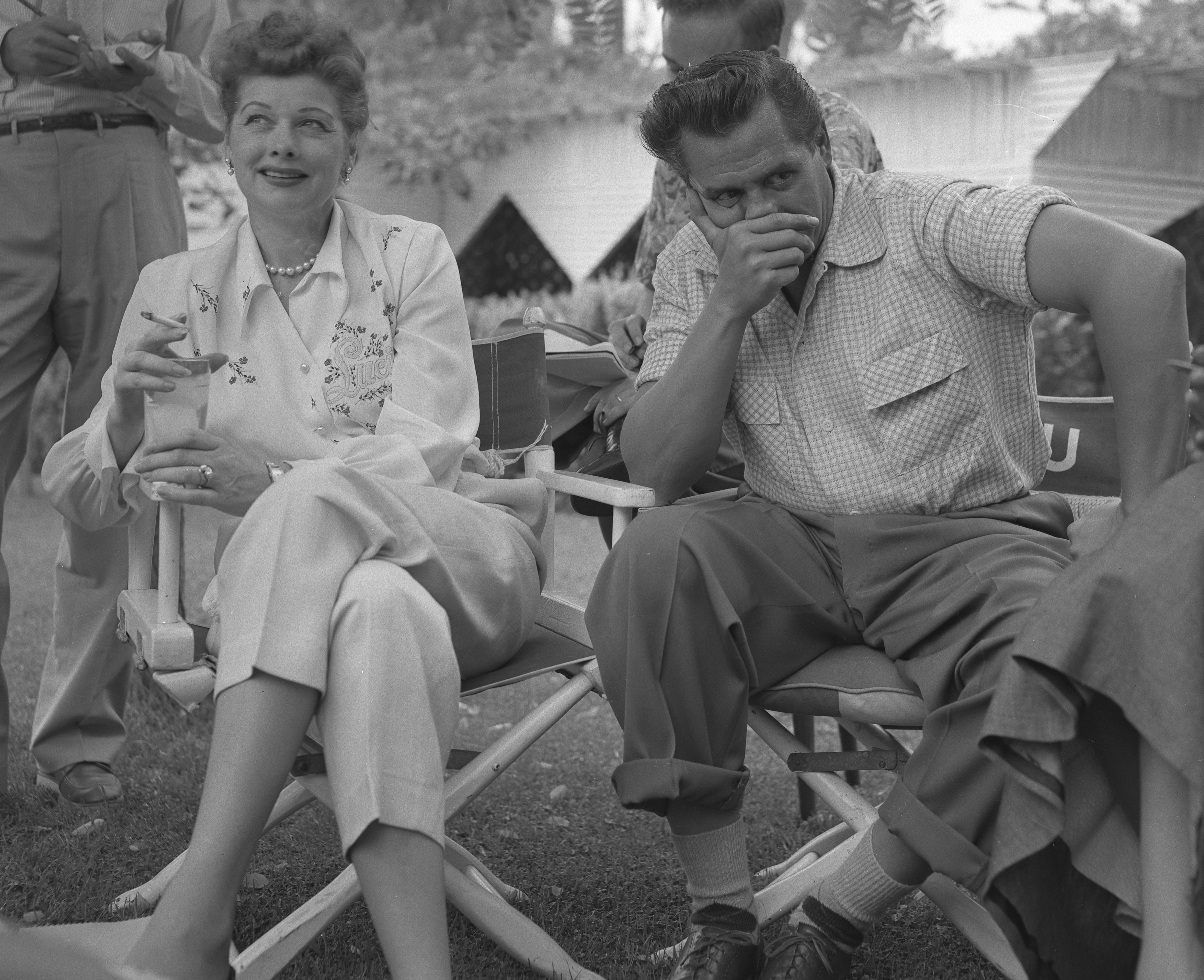
Lucille Ball und Desi Arnaz (1953)

Zusammen mit seiner Frau gründete er Desilu Productions. Zu dieser Zeit waren die meisten Fernsehshows live und weil New York City der größte Markt war, erhielten die anderen Sendeanstalten meist nur Aufzeichnungen. Diese Aufzeichnungen wurden aber zum Großteil mit Kameras vor einem Fernsehschirm gemacht und waren somit von bescheidener Qualität. Arnaz entwickelte einen neuen Produktionsstil und sorgte zusammen mit dem berühmten Kameramann Karl Freund für gute Aufnahmen für das ganze Land.
Als Produzent war Arnaz für eine Reihe großer Fernseherfolge verantwortlich, darunter auch The Texan und die Pilotfolge von Die Unbestechlichen.
Ihm sind zwei Sterne auf dem Hollywood Walk of Fame gewidmet, einer in der Kategorie Film, einer in der Kategorie Fernsehen.
Die beiden Kinder von Arnaz und Ball wurden ebenfalls Schauspieler: Lucie Arnaz (* 1951) und Desi Arnaz junior (* 1953). Beide waren auch an der Produktion des Spielfilms Being the Ricardos (2021) von Aaron Sorkin beteiligt. Die Hauptrollen von Lucille Ball und Desi Arnaz übernahmen Nicole Kidman und Javier Bardem.

## Filmografie
Als Schauspieler
- 1940: Too Many Girls
- 1941: Father Takes a Wife
- 1942: Four Jacks and a Jill
- 1942: Die Flotte bricht durch (The Navy Comes Through)
- 1943: Bataan
- 1946: Cuban Pete
- 1949: Holiday in Havana
- 1951–1957: I Love Lucy (Fernsehserie, 180 Folgen)
- 1954: Villa mit 100 PS (The Long Long Trailer)
- 1955: Mein Engel und ich (Forever, Darling)
- 1957–1960: The Lucy-Desi Comedy Hour (Fernsehserie, 13 Folgen)
- 1970: Die Leute von der Shiloh Ranch (The Virginian; Fernsehserie, eine Folge)
- 1974: Der Chef (Ironside; Fernsehserie, eine Folge)
- 1982: Der große Zauber (The Escape Artist)